# دارا غزنوی
دارا غزنوی (زاده ۱ فروردین ۱۳۲۹ در تبریز) پیشکسوت ورزش قهرمانی و جزو مدیران با سابقه خودروسازی می‌باشد.
زندگینامه وی در کتابی با عنوان منت از امید گرد آوری و در اول آذر سال 1402 طی مراسمی رسمی با حضور پیشکسوتان صنعت خودرو در سالن اجتماعات موزه خودرو رونمایی گردید. 

## فعالیت‌ها
دارا غزنوی جزو مدیران ارشد صنعت خودروسازی ایران بوده و در شرکت‌هایی همچون شرکت ایران خودرو، سایپا، شرکت قالبهای صنعتی سایپا، شرکت پارس خودرو، شرکت حمل و نقل چند وجهی سایپا (سایپا لجستیک یا سایپا ریل سابق) و شرکت تراکتورسازی تبریز ارائه خدمت نموده است.
طرح تأسیس شرکت تخصصی حمل و نقل و خدمات لجستیکی برای گروه خودروسازی سایپا توسط وی تدوین و ارائه گردید و نهایتاً دارا غزنوی شرکت سایپا ریل را بعنوان زیر مجموعه گروه خودروسازی سایپا تأسیس نمود و اولین مدیرعامل این شرکت گردید که این شرکت بعدها به شرکت حمل و نقل چند وجهی سایپا با نام اختصاری سایپا لجستیک تغییر نام داد.
عملکرد مناسب دارا غزنوی در زمان مدیر عاملی منجر به انتخاب مجدد وی بعنوان مدیرعامل شرکت سایپا لجستیک پس از ۳ سال گردید.
− 	
دارا غزنوی پس از بازنشستگی در حال حاضرمدیریت عامل شرکت تامین زنجیر تولید کورش ( تیزتک لجستیک - بخش خصوصی ) را که بزرگترین پیمانکار حمل و نقل شرکت مدیران خودرو است بعهده دارند. 

### فعالیت ورزشی
از جمله سوابق ورزشی دارا غزنوی می‌توان به کاپیتانی وی در تیم‌های اتومبیلرانی پارس خودرو، سایپا، ایران خودرو و همچنین فعالیت به عنوان پیشکسوت و قهرمان رالی و ریس اشاره نمود.

همچنین مدیرعامل باشگاه فرهنگی ورزشی سایپا و برای مدت تقریبا 5 سال عضو هیئت مدیره باشگاه تراکتور سازی نیز بوده است که بعد ها با به وجود آمدن مشکلات حاشیه ای باشگاه استعفا داد.
ایشان هم اکنون دبیر کمیته پیشکسوتان فدراسیون موتور سواری و اتومبیلرانی می باشند.